# 세인트 마틴 인 더 필즈

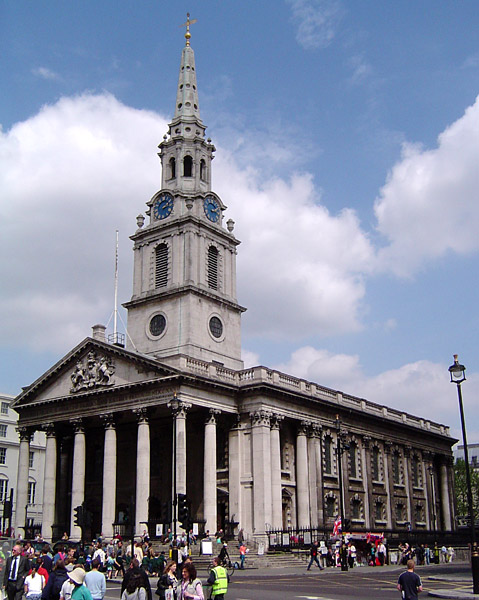

세인트 마틴 인더 필즈(St Martin-in-the-Fields)는 영국 런던 트라팔가 광장에 있는 교회이다. 피터 베넨슨이 1961년 이 교회에서 묵상한 뒤 국제앰네스티를 창립하겠다고 결심했고, 그 후 세계 인권의 날에는 이 교회에서 촛불을 켜는 행사를 여는 것으로 유명하다. 영국의 관현악단인 세인트 마틴 인 더 필즈 아카데미 실내 관현악단은 이곳에서 첫 연주회를 가진 인연으로 이곳의 이름을 따서 명명되었다.

## 같이 보기
- 세인트 마틴 인 더 필즈 아카데미 실내 관현악단